# بنحيلة الركراكية
بنحيلة الركراكية (1940 - 2009) فنانة تشكيلية مغربية عصامية، ازدادت بمدينة الصويرة سنة 1940. في سن الثلاثين ظهرت للناس بأعمالها الفطرية الأولى، وسرعان ما أثبتت حضورها الفنّي من خلال معارضها التي تظّمتها داخل المغرب وخارجه بدعم من بعض المهتمين والنقّاد.

## سيرة
ولدت بنحيلة الركراكية بمدينة الصويرة سنة 1940، وهي من الفنانات الفطريات، حيث ولجت عالم الفن التشكيلي بالصدفة، وكان لموضوع الحب تأثير كبير عليها، فالحب هو الذي قادها إلى عالم الفن التشكيلي. ورغم مضايقات الأسرة المحافظة، والزوج، واصلت الركراكية الرسم، ولم تتوقف عنه إلا عند اشتداد أزمتها الصحية.
وتعد بنحيلة الركراكية من الفنانات الفطريات القلائل، اللواتي حظيت أعمالهن بإقبال من طرف الجمهور خارج المغرب وداخله، إذ شكلت، إلى جانب الفنانة الراحلة الشعيبية طلال، وفاطمة حسن، قطبا فنيا، كتبت عنهن الصحافة الفنية، ومنحتهن الاعتبار اللازم، وأقامت العديد من المعارض داخل المغرب وخارجه بألمانيا والبحرين وسويسرا وإسبانيا وإيطاليا، وكانت تجربة سيرة حياتها موضوع فيلم تلفزيوني باسم «الركراكية» من بطولة فاطمة خير، وإخراج كمال كمال، وإنتاج القناة الثانية المغربية سنة 2009.
ارتادت مغامرة التصوير الصباغي في سن متأخرة وتحديدا سنة 1988، وتعلمت القراءة والكتابة بمفردها، وأنتجت على غرار الفنانين العصاميين رسومات تمهيدية حبلى بالأشكال الغرائبية والألوان الزاهية.
استطاعت بنحيلة عبر ميثاق أعمالها التشكيلية أن تؤسس للغة فطرية جديدة في عالم اللون والشكل تعتمد على الشذرات الحكائية والمقامات البوحية المحملة بقلق الأيام الصاخبة.
وقد أفردت فاطمة المرنيسي مقالا حول تجربة بنحيلة في كتابها المرجعي «سندباد المغرب»، حيث قالت عنها: «تراها تنظر إليك بأعين كبيرة وهادئة هدوء امرأة تمكنت في حياتها ولوحاتها من نسج نور لا منتظر في حين أن القدر ابتلاها بالظلام والإحباطات.».